# 조중표
조중표(趙重杓, 1952년 9월 9일 ~ )는 대한민국의 제10대 외교통상부 제1차관을 역임한 외무공무원이다. 본관은 양주이며, 충청북도 청주시 출생이다.

## 학력
- 경복고등학교 졸업
- 서울대학교 영문학 학사

## 경력
- 1974.05 : 제8회 외무고시 합격
- 1992 ~ 1995 : 주 중국 대한민국 대사관 정무참사관
- 1995 ~ 1998 : 주 일본 대한민국 대사관 정무참사관
- 1999 ~ 2000 : 외교통상부 아시아태평양국장
- 2000 ~ 2003 : 주 애틀랜다 총영사관 총영사
- 2003 ~ 2003 : 주 일본 대한민국 대사관 정무공사
- 2004 ~ 2005 : 외교통상부 재외국민영사 담당대사
- 2005.12 ~ 2006.11 : 외교안보연구원장
- 2006.12 ~ 2008.02 : 외교통상부 제1차관
- 2008.03 ~ 2009.01 : 국무총리실장

| 전임 유명환 | 제10대 외교통상부 제1차관 2006년 12월 1일 ~ 2008년 2월 29일 | 후임 권종락 |

| 전임 윤대희(국무조정실장) 윤후덕(국무총리비서실장) | 초대 국무총리실장 2008년 3월 1일 ~ 2009년 1월 19일 | 후임 권태신 |